# Awliya Allah Amuli
Awliya Allah Amuli est un historien iranien du XIVe siècle.
Originaire d'Amol, c'est sous le patronage de son suzerain baduspanide Fakhr al-Dawla Shah-Ghazi (en) (r. 1360-1379) qu'il rédige son ouvrage, le Tarikh-i Ruyan. Le peu que l'on sait de lui se trouve dans cet ouvrage. À un moment de sa vie, il effectue un pèlerinage aux sanctuaires des Alides en Irak. Après le meurtre du souverain bawandide Hasan II (en) (r. 1334-1349 ) et l'effondrement de son royaume en 1349, Amuli quitte sa ville natale pour Rustamdar (en), gouverné par les Baduspanides, où sa présence est autorisée par Jalal al-Dawla Iskandar (en) (r. 1333-1360).